# Ostrów (Biała Podlaska)
Pour les articles homonymes, voir Ostrów.
Ostrów (prononciation : [ˈɔstruf]) est un village polonais de la gmina de Janów Podlaski dans le powiat de Biała Podlaska de la voïvodie de Lublin, dans l'Est de la Pologne.
Il se situe à environ 8 kilomètres à l'est de Janów Podlaski (siège de la gmina), 23 kilomètres au nord-est de Biała Podlaska (siège du powiat) et 117 kilomètres au nord-est de Lublin (capitale de la voïvodie).
Le village comptait approximativement une population de 181 habitants en 2010.

## Histoire
De 1975 à 1998, le village est attaché administrativement à la voïvodie de Biała Podlaska.

Depuis 1999, il fait partie de la voïvodie de Lublin.